# Apostolska nunciatura v Ukrajini
Apostolska nunciatura v Ukrajini je diplomatsko prestavništvo (veleposlaništvo) Svetega sedeža v Ukrajini, ki ima sedež v Kijevu.
Trenutni apostolski nuncij je Thomas Edward Gullickson.

## Seznam apostolskih nuncijev
- Antonio Franco (28. marec 1992–6. april 1999)
- Nikola Eterović (22. maj 1999–11. februar 2004)
- Ivan Jurkovič (22. april 2004–19. februar 2011)
- Thomas Edward Gullickson (21. maj 2011–danes)